# Banjaransari (Cikijing)
Banjaransari is een bestuurslaag in het regentschap Majalengka van de provincie West-Java, Indonesië. Banjaransari telt 5977 inwoners (volkstelling 2010).